# Васково
Васково (болг. Васково) — село в Болгарии. Находится в Хасковской области, входит в общину Любимец. Население составляет 90 человек.

## Политическая ситуация
Васково подчиняется непосредственно общине и не имеет своего кмета.
Кмет (мэр) общины Любимец — Янко Борисов Кючуков (коалиция трёх партий:  Болгарская социалистическая партия (БСП), Политическое движение социал-демократов, политический клуб «Фракия») по результатам выборов.